# Isabella Luke

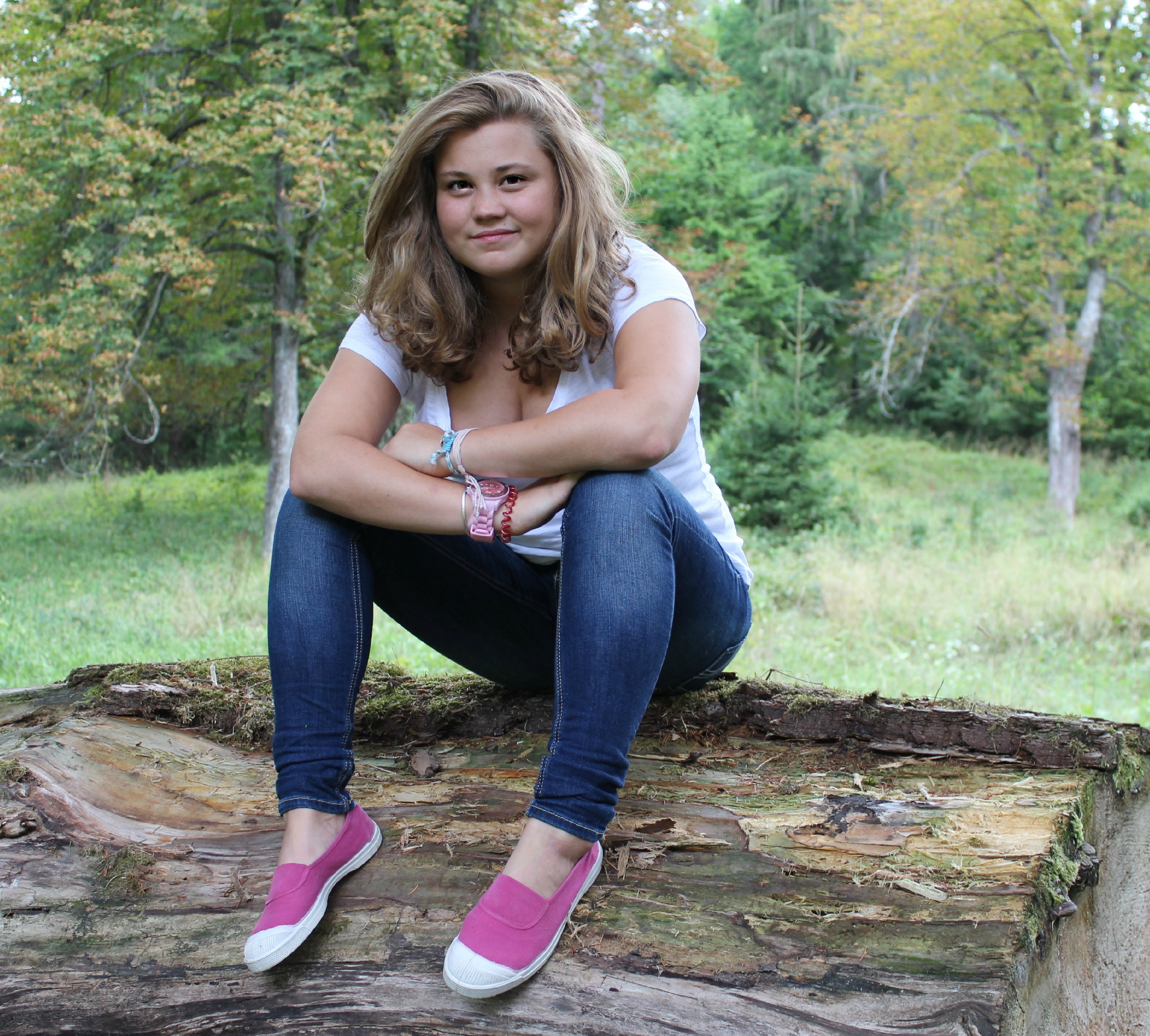
Isabella Luke

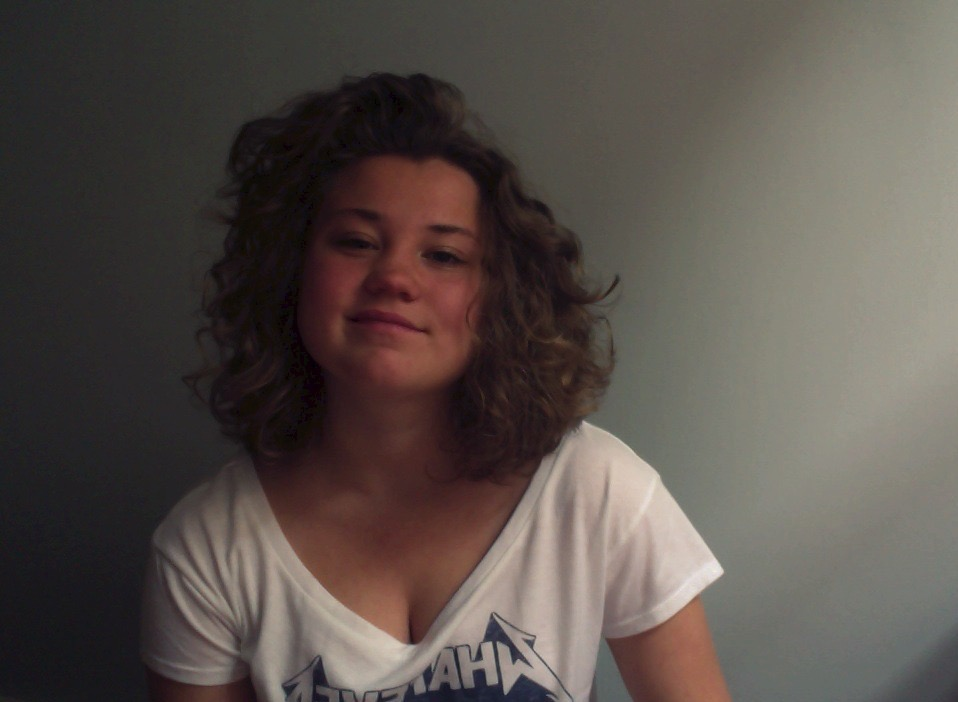
Isabella Luke, 2014

Isabella Luke (* im 20. Jahrhundert in London) ist eine österreichisch-britische Film- und Theaterschauspielerin.

## Leben
Isabella Luke wurde in London geboren und lebte mit ihrer Mutter, einer Österreicherin, ihrem Vater, einem Engländer, und ihrem Bruder bis zu ihrem vierten Lebensjahr dort. 1999 ließen sich ihre Eltern scheiden und die Mutter zog mit Isabella Luke und ihrem Bruder Georg nach Wien. Sie besuchte dort die Danube International School, wechselte nach der dritten Klasse Gymnasium ins Evangelische Gymnasium, wo sie auch maturierte. Sie erhielt dann in einer Schauspielschule einen Platz, den sie jedoch nicht annahm, da sie Biologie studieren wollte. Das erste Mal stand sie mit nur sechs Jahren auf der Bühne, wo sie mit dem Wiener Kindertheater als Polizistin auftrat. 2004 wirkte sie in einer Werbeveranstaltung von A1 mit. 2006 trat sie im Kasino Burgtheater auf, das in Kooperation mit dem Wiener Kindertheater "Einen Jux will er sich machen" aufführte. 2010 verließ sie das Wiener Kindertheater und trat im Rahmen des "Junge-Burg-Festivals" der Jugend Burg des Burgtheaters in zwei Produktionen auf. Später spielte sie kleine Rollen in Filmen und Serien.

## Theater
- 2003 "Das Sparschwein" von Botho Strauß und Eugène Labiche -Theater Brett, Studio Moliere (Regie Sylvia Rotter)
- 2004 "Der eingebildete Kranke" von Molière – Theater Brett, Studio Moliere (Regie Sylvia Rotter)
- 2004  Werbeveranstaltung – in Kooperation mit dem Wiener Kindertheater
- 2005 "Ein Sommernachtstraum" von William Shakespeare – Theater Brett, Studio Moliere (Regie Sylvia Rotter)
- 2006 "Einen Jux will er sich machen" von Johann N. Nestroy in Kooperation mit dem Burgtheater – Theater Brett, Studio Moliere, Kasino Burgtheater (Regie Sylvia Rotter)
- 2007 "Der Diener zweier Herren" von Carlo Goldoni – Theater Brett, Studio Moliere (Regie Sylvia Rotter)
- 2009 "Der Talisman" von Johann Nepomuk Nestroy – Theater Brett, Studio Moliere (Regie Sylvia Rotter)
- 2010 "Alpenkönig und Menschenfeind" von Ferdinand Raimund – Theater Brett, Studio Moliere (Regie Sylvia Rotter)
- 2010–2011 "Quersumme 16,375" – Vestibül im Burgtheater (Regie Katrin Artl)
- 2011–2012 Wiener Brut "Rasender Stillstand" Eine Sammlung der von den Darstellern geschriebenen Texte – Vestibül im Burgtheater (Regie Renate Aichinger)

## Filmografie
- 2013: Paul Kemp – Alles kein Problem (Serie) (Regie Sabine Derflinger)
- 2014: Die Freischwimmerin (Fernsehfilm) (Regie Holger Barthel)
- 2014: Clara Immerwahr (Regie Harald Sicheritz)